# Epipedocera leucaspis
Epipedocera leucaspis là một loài bọ cánh cứng trong họ Cerambycidae.